# Маккук (округ, Південна Дакота)
Шаблон:StateAbbr_ 43°40′ пн. ш. 97°22′ зх. д. / 43.67° пн. ш. 97.36° зх. д.
Округ  Маккук (англ. McCook County) — округ (графство) у штаті  Південна Дакота, США. Ідентифікатор округу 46087.

## Історія
Округ утворений 1873 року.

## Демографія
За даними перепису 2000 року загальне населення округу становило 5832 осіб, усе сільське. Серед мешканців округу чоловіків було 2908, а жінок — 2924. В окрузі було 2204 домогосподарства, 1559 родин, які мешкали в 2383 будинках. Середній розмір родини становив 3,15.
Віковий розподіл населення поданий у таблиці:
| Стать    | До 15 років | 15-21 | 22-29 | 30-39 | 40-49 | 50-65 | 65-85 | Понад 85 |
| -------- | ----------- | ----- | ----- | ----- | ----- | ----- | ----- | -------- |
| Чоловіки | 712         | 269   | 190   | 388   | 431   | 425   | 421   | 72       |
| Жінки    | 662         | 258   | 197   | 375   | 393   | 394   | 500   | 145      |

## Суміжні округи
- Лейк — північний схід
- Міннігага — схід
- Тернер — південний схід
- Гатчинсон — південний захід
- Генсон — захід
- Майнер — північний захід

## Виноски
1. 1 2  http://www.southdakotamagazine.com/mccook-county
2. ↑  US Decennial Census. US Census Bureau. Архів оригіналу за 26 квітня 2015. Процитовано 28 березня 2015.
3. ↑  Historical Census Browser. University of Virginia Library. Архів оригіналу за 11 серпня 2012. Процитовано 28 березня 2015.
4. ↑  Forstall, Richard L., ред. (27 березня 1995). Population of Counties by Decennial Census: 1900 to 1990. US Census Bureau. Архів оригіналу за 28 грудня 2008. Процитовано 28 березня 2015.
5. ↑  Census 2000 PHC-T-4. Ranking Tables for Counties: 1990 and 2000 (PDF). US Census Bureau. 2 квітня 2001. Архів оригіналу (PDF) за 18 грудня 2014. Процитовано 28 березня 2015.
6. ↑  State & County QuickFacts. Бюро перепису населення США. Архів оригіналу за 7 червня 2011. Процитовано 25 листопада 2013.(англ.) Наведено за англійською вікіпедією.
7. ↑  American FactFinder. Бюро перепису населення США. Архів оригіналу за 26 лютого 2012. Процитовано 31 січня 2008.

| США | Це незавершена стаття з географії США. Ви можете допомогти проєкту, виправивши або дописавши її. |